# Bitwa pod Komarowem (1914)
Bitwa pod Komarowem – bitwa stoczona podczas I wojny światowej w dniach 26 sierpnia – 2 września 1914 roku pomiędzy 4 Armią austro-węgierską pod dowództwem Maurycego von Auffenberga a 5 Armią rosyjską generała Pawła von Plehwego. Zakończyła się zwycięstwem wojsk austro-węgierskich.

## Sytuacja strategiczna
Po wybuchu wojny Szef Sztabu Generalnego Austro-Węgier, Franz Conrad von Hötzendorf, zgodnie z wcześniejszymi planami, zamierzał podjąć ofensywę w głąb Królestwa Polskiego na prawym brzegu Wisły w celu zakłócenia mobilizacji armii rosyjskiej i wyprzedzenia jej spodziewanej ofensywy ze strony Lublina. Do zadania tego wyznaczone zostały 1 Armia gen. Victora Dankla i 4 Armia gen. Moritza von Auffenberga. Ryzykownym elementem planu – co miało zaważyć na dalszych losach kampanii – było pozostawienie przez Sztab Generalny znacznie słabszych sił dla osłony wschodniej Galicji i jej stolicy – Lwowa.
Z drugiej strony powstającego właśnie frontu armia rosyjska zamierzała podjąć uderzenie na wielką skalę, zamierzając podwójnie oskrzydlić przeciwnika – odcinając go zarówno od Wisły, jak i od Dniestru i przełęczy karpackich. Pierwszy z tych celów realizować miały armie 4 i 5, nacierając na kierunku północ- południe z granicy pomiędzy Królestwem Polskim a Galicją. W razie realizacji tych zamierzeń, los armii austro-węgierskiej, przypartej do muru Karpat i odciętej od większości dróg zaopatrzenia, mógłby zostać przypieczętowany w pierwszych tygodniach kampanii.
Wojskom austro-węgierskim istotnie udało się przeprowadzić koncentrację szybciej od nieprzyjaciela, w dużej mierze dzięki lepszej od niego sieci kolejowej, i już 21 sierpnia mogły rozpocząć ofensywę. 1 Armia, złożona w znacznej części z korpusów bliskich miejscu koncentracji, uderzając znad dolnego Sanu, odniosła w dniach 23-25 sierpnia 1914 roku zwycięstwo nad 4 Armią Rosyjską pod Kraśnikiem. Natomiast naprzeciwko 4 Armii Austro-Węgierskiej rozwinęła się 5 Armia Rosyjska pod dowództwem Pawła von Plehwego.

## Przebieg bitwy
25 sierpnia Franz Conrad von Hötzendorf rozkazał 4 Armii rozpoczęcie natarcia w kierunku na Chełm. Oprócz sił własnej Armii gen. Auffenberg do realizacji tego celu otrzymał ze składu 3 Armii XIV Korpus, dowodzony przez arcyksięcia Józefa Ferdynanda. Dowódca 4 Armii zamierzał oskrzydlić przeciwnika obustronnie, nacierając na lewym (zachodnim) skrzydle siłami II i IX korpusu (wiedeńskiego i północno-czeskiego), na prawym zaś – wspomnianym już XIV korpusem (tyrolskim). Centrum stanowiły korpusy VI i XVII (koszycki i rezerwowy).
Już następnego dnia II Korpus, stanowiący skraj lewego skrzydła nacierającej armii Auffenberga, zadał spore straty i zmusił do odwrotu pod Zamościem XXV korpus rosyjski. Jednakże 27 sierpnia nacierający bardziej na prawo od niego IX korpus pod Tarnawatką napotkał zaciekły opór XIX korpusu rosyjskiego, który nazajutrz – wsparty przez V korpus – przystąpił do uderzenia na linii Tomaszów-Tarnawatka. Pobita została jedna z dywizji dowodzonego przez gen. Boroevicia VI Korpusu, a sytuacja stała się dla 4 Armii groźna, tym bardziej jej prawemu skrzydłu zaczął zagrażać rosyjski XVII korpus, nadchodzący od strony Hrubieszowa.
Sytuacja odwróciła się na korzyść armii austro-węgierskiej wieczorem 28 sierpnia, w wyniku brawurowego ataku XVII Korpusu na wschód od Tomaszowa. Była to jednostka sformowana nieco ponad tydzień wcześniej, a złożona z rezerwowych oddziałów z terenu Austrii i północnych Czech. Jednocześnie tyrolskie pułki XIV Korpusu rozbiły rosyjskie oddziały, nacierające na prawe skrzydło 4 Armii. 5 Armia rosyjska została obustronnie oskrzydlona, w ciągu najbliższych dni tracąc Komarów. Spychana w stronę rzeki Huczwy, w nocy z 1 na 2 września rozpoczęła odwrót w stronę Bugu, ratując się w ten sposób przed całkowitym okrążeniem.

### Rola lotnictwa
Fliegerkompanie 8. i 10. zostały poddane pod dowództwo c.k. 4. Armii. 23 lipca 1914 roku udało się dokonać rozpoznania rosyjskiej piechoty pod Hrubieszowem, a dnia następnego batalion piechoty przemieszczający się do Turobina i dywizję piechoty do Zamościa.  25 lipca udało się oszacować liczebność większej ilości jednostek rosyjskich, które wynosiły 5 dywizji piechoty i 1 dywizję kawalerii. Personel Fliegerkompanien 8., 10., i 14., wykonały 22 loty rozpoznawcze, pomimo panujących przez pięć dni niekorzystnych warunków atmosferycznych.
Pobite wojska rosyjskie wycofały się na Lublin w celu uzyskania lepszych pozycji obronnych. Lotnictwo musiało rozpoznać okolice Wąwolnicy, Lublina, Dęblina, co zakończyło się stratami w sprzęcie. Wymagane jednak było zlokalizowanie i uzyskanie informacji o tyłach rosyjskich wojsk. Wysłano w tym celu sterowiec Schütte Lanz "Liegnitz". Lot rozpoznawczy potrwał 13 godzin, pomiędzy 21 i 22 sierpnia.
Problemem z jakim borykało się lotnictwo były problemy z silnikami samolotów. Na wykonanych 66 lotów rozpoznawczych aż 25 zakończyło się lądowaniem awaryjnym, a jeden samolot został utracony podczas lotu do 22 sierpnia 1914 roku. 14 sierpnia podjęto decyzję o wymianie samolotów do końca września. Dostarczono samoloty niemieckiej produkcji DFW B. I, Aviatik B. I i Albators B. I. 

## Po bitwie
Zwycięstwo pod Komarowem, wraz z wcześniejszym sukcesem, odniesionym przez Dankla pod Kraśnikiem, nie mogły stanowić zwrotnego punktu kampanii, ale stwarzały dla sił austro- węgierskich dogodną sytuację do jej rozstrzygnięcia na swoją korzyść. Na tym odcinku frontu plan Hötzendorfa, polegający na uprzedzeniu uderzenia Rosjan, zakończył się pełnym powodzeniem. Wykorzystanie tych zwycięstw nie było jednak możliwe z uwagi na niepomyślny dla Austriaków rozwój wydarzeń we wschodniej części Galicji. Niebawem rosyjskie siły na Lubelszczyźnie zostały wyraźnie wzmocnione, co zmusiło 1 Armię do odwrotu, zaś 4 Armia niebawem po bitwie pod Komarowem podjęła ambitny, ale zakończony niepowodzeniem atak w kierunku Rawy Ruskiej, usiłując w ten sposób ocalić Lwów przed zajęciem przez siły rosyjskie.
Pomimo tego, iż Austriacy nie mieli szansy wykorzystania chwilowej i lokalnej przewagi strategicznej, wytworzonej w wyniku zwycięstw pod Komarowem i Kraśnikiem, obie bitwy uchroniły ich przed odcięciem sił we wschodniej Galicji przez siły rosyjskie, nacierające na wschodnim brzegu Wisły. Działania wojenne z przełomu sierpnia i września 1914 roku wystawiają też dobre świadectwo armii austro-węgierskiej – okazała się ona nie tylko zdolna do podjęcia skutecznych działań ofensywnych, ale i do pobicia silniejszego przeciwnika w głębi jego terytorium.